# Perizoma mirifica
Perizoma mirifica là một loài bướm đêm trong họ Geometridae.